# Crossopteryx febrifuga
Crossopteryx febrifuga là một loài thực vật có hoa trong họ Thiến thảo. Loài này được (Afzel. ex G.Don) Benth. mô tả khoa học đầu tiên năm 1849.